# Grand Prix automobile de Monaco 1962
GP précédent GP suivant
Le Grand Prix de Monaco 1962 (XXe Grand Prix de Monaco), disputé sur le circuit de Monaco le 3 juin 1962, est la cent-quatrième épreuve du championnat du monde de Formule 1 courue depuis 1950 et la deuxième manche du championnat 1962.

## Contexte avant la course

### Le championnat du monde
Depuis la saison précédente, la Formule 1 suit la réglementation 1 500 cm3 (dérivée de l'ancienne Formule 2 de la période 1957 à 1960), s'appuyant sur les points suivants :
- interdiction des moteurs suralimentés
- cylindrée minimale : 1 300 cm3
- cylindrée maximale : 1 500 cm3
- poids minimal : 450 kg (à sec)
- double circuit de freinage obligatoire
- arceau de sécurité obligatoire (le haut du cerceau devant dépasser le casque du pilote)
- démarreur de bord obligatoire
- carburant commercial
- ravitaillement en huile interdit durant la course

Si en 1961 les équipes britanniques, pénalisées par leur décision tardive de se rallier à la nouvelle réglementation, ont subi la domination de la Scuderia Ferrari qui disposait des moteurs les plus puissants, le début de saison 1962 a concrétisé leur retour au premier plan. Les nouveaux moteurs V8 développés par Coventry Climax et BRM sont désormais au niveau des V6 italiens, et les Ferrari 156 championnes du monde subissent maintenant la loi de leurs concurrentes d'outre-Manche, plus agiles et disposant de meilleurs châssis. Le départ de l'expérimenté ingénieur en chef Carlo Chiti et d'une partie de l'équipe technique a d'autre part retardé les évolutions attendues, notamment au niveau de la rigidité des monoplaces. Hormis la victoire de Willy Mairesse au dernier Grand Prix de Bruxelles, favorisée par les problèmes techniques rencontrés par la BRM de Graham Hill et la Lotus-Climax de Jim Clark, les Ferrari ont ensuite été nettement battues par leurs adversaires et seule leur fiabilité a permis au champion du monde Phil Hill de terminer à la troisième place de l'épreuve inaugurale du championnat, à Zandvoort, une épreuve brillamment remportée par la BRM de Graham Hill. Autres rivales des monoplaces italiennes, les nouvelles Porsche à moteur huit cylindres se sont montrées très décevantes lors de leur première sortie, et sans l'insistance des pilotes de l'écurie le constructeur allemand aurait renoncé à disputer l'épreuve monégasque. Seul pilote à avoir battu (à deux reprises) les Ferrari l'année précédente, Stirling Moss a été victime d'un grave accident lors d'une épreuve hors championnat, à Goodwood, en avril dernier, et ses graves blessures vont l'écarter des circuits pour le reste de la saison.

### Le circuit

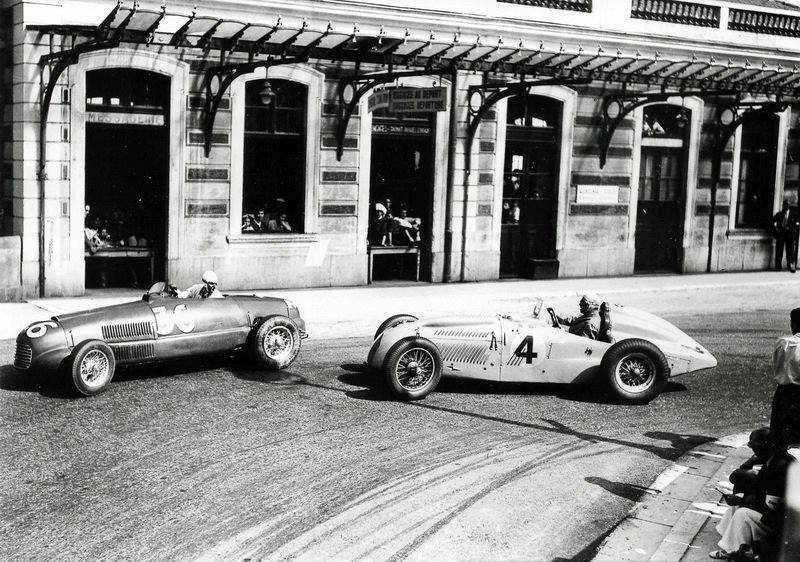
Le tracé du circuit de Monaco a peu évolué depuis 1929 : ici la sortie de l'épingle de la gare, lors du Grand Prix de 1948.

Empruntant les rues de la principauté, le circuit de Monaco n'est utilisé qu'une fois par an, à l'occasion du Grand Prix disputé traditionnellement au printemps, depuis sa première édition en 1929. Créé sous la directive d'Antony Noghès, le tracé se caractérise par une succession de virages très serrés, l'étroitesse de la piste et l'absence de zones de dégagement ne pardonnant aucune faute de pilotage. Il sollicite énormément les freins et les transmissions des monoplaces. Le record officiel de la piste est détenu par Bruce McLaren, auteur d'un tour à 117,7 km/h de moyenne au volant de sa Cooper lors de l'édition 1960 du Grand Prix.

## Monoplaces en lice
- Ferrari 156 "Usine"

La Scuderia Ferrari a prévu d'aligner trois 156 F1 pour cette course, mais a en outre amené deux voitures d'entraînement. Ces voitures ont peu progressé par rapport à la saison précédente, l'évolution principale portant sur l'élargissement des voies. Elles pèsent 495 kg. Un des mulets est équipé de l'ancienne version du moteur Dino V6 (V à 65°, 180 chevaux), les quatre autres monoplaces disposant de la version 120°, donnée pour 200 chevaux. Toutes utilisent une boîte de vitesses à six rapports, avec une disposition différente sur le mulet le plus récent. Premier pilote, Phil Hill est épaulé par Willy Mairesse, tandis que la troisième voiture sera attribuée, à l'issue des essais, à Lorenzo Bandini ou à Ricardo Rodríguez, suivant les résultats des qualifications.
- BRM P57 & P48/57 "Usine"

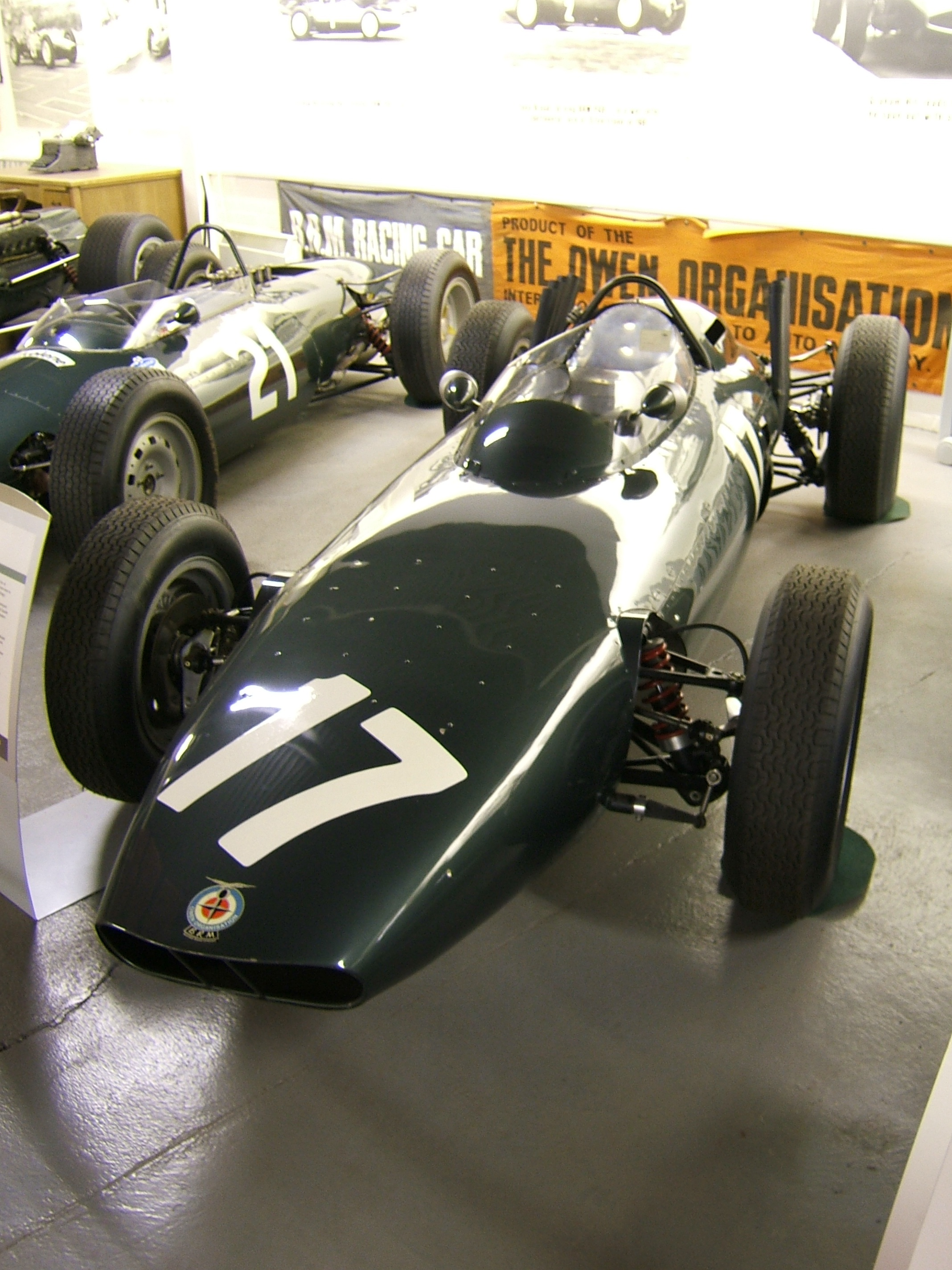
La BRM P57 a remporté l'épreuve inaugurale du championnat 1962.

Depuis la réorganisation survenue à la suite d'une saison 1960 catastrophique, c'est Tony Rudd, formé chez Rolls-Royce, qui assure le rôle de directeur technique au sein de l'équipe BRM. Également testeur, très apprécié des pilotes, l'ingénieur britannique s'est totalement investi, en collaboration avec Peter Berthon, dans le développement complet (châssis, moteur et transmission) de la P57 au cours de l'année 1961. Apparue prématurément lors des essais du Grand Prix d'Italie 1961, la monoplace avait alors démontré sa compétitivité mais ce n'est qu'à la sortie de l'hiver 61/62 que sa mise au point fut totalement achevée. Candidate à la victoire dès ses débuts au Grand Prix de Bruxelles 1962 aux mains de Graham Hill, elle se hisse d'emblée au rang des favorites. À son volant, le pilote anglais va notamment remporter le Glover Trophy, à Goodwood, puis l'International Trophy, à Silverstone, avant d'obtenir son premier succès en championnat au Grand Prix des Pays-Bas. Grâce à son châssis multitubulaire très léger, la P57, équipée d'un moteur V8 développant 185 chevaux et d'une boîte cinq vitesse, ne pèse que 475 kg. Hill dispose de sa voiture habituelle, tandis que son coéquipier Richie Ginther étrenne une coque neuve, en remplacement de celle qu'il avait totalement détruite à Silverstone quelques semaines auparavant. L'équipe dispose d'une voiture de remplacement, une P48/57 de la saison passée, disposant également du moteur V8. Initialement engagé comme troisième pilote, Tony Marsh n'a pas fait le déplacement en principauté.
- BRM P48/57 privée

Le pilote amateur Jackie Lewis a engagé sa P48/57 à moteur V8, récemment rachetée à l'usine, avec laquelle il a déjà disputé l'International Trophy.
- Lotus 24 & 25 "Usine"

Conçue par Colin Chapman, la révolutionnaire Lotus 25 à châssis monocoque a fait une entrée remarquée lors de la manche d'ouverture du championnat, à Zandvoort, où Jim Clark était en tête avant d'être retardé par des problèmes de boîtes de vitesses. Clark pilote à nouveau ce modèle à la ligne extrêmement basse, qui, équipé du moteur V8 Coventry Climax FWMV (181 chevaux à 8200 tr/min) et d'une boîte de vitesses ZF à cinq rapports, pèse 455 kg. Son coéquipier Trevor Taylor se contente quant à lui du modèle 24, d'un poids équivalent, également doté du V8 FWMV et de la boîte ZF, mais avec un châssis tubulaire quatre fois moins rigide que la monocoque. L'équipe dispose d'une seconde Lotus 24, voiture d'entraînement, sur laquelle a été monté un moteur V8 BRM (que Chapman veut comparer au V8 Climax) et une boîte Colotti à six rapports.
- Lotus 24 & 21 privées

UDT Laystall engage deux Lotus 24, une à moteur Climax V8 pour Innes Ireland, Masten Gregory pilotant la seconde, équipée du V8 BRM. L'écurie britannique a également amené une de ses anciennes 18/21, toujours équipée d'un moteur quatre cylindres Climax FPF (152 chevaux). Parallèlement à son projet de construction d'une monoplace avec son associé Ron Tauranac, Jack Brabham s'aligne sur sa Lotus 24 à moteur V8 FWMV. Remplaçant Stirling Moss, blessé, au sein de l'écurie de Rob Walker, Maurice Trintignant dispose d'un modèle identique. Enfin, la Scuderia SSS Republica di Venezia engage une 18/21 à moteur Climax FPF pour le pilote sicilien Nino Vaccarella.
- Porsche 804 & 718 "Usine"

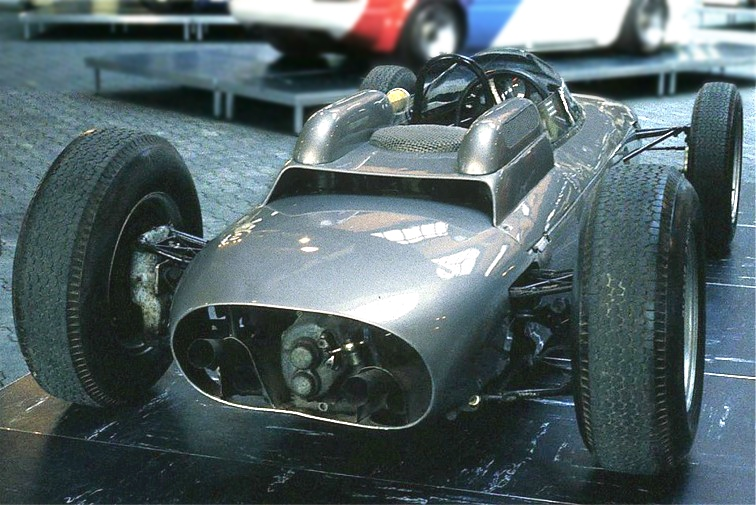
La Porsche 804, équipée d'un moteur huit cylindres à plat refroidi par air.

Après les décevants débuts de la Porsche 804 à Zandvoort, le constructeur de Stuttgart avait prévu de faire l'impasse sur l'épreuve monégasque mais Dan Gurney et son directeur sportif Huschke von Hanstein a réussi à convaincre leurs dirigeants d'y engager au moins une voiture pour le pilote américain. Un seul de ces nouveaux modèles à moteur huit cylindres à plat refroidi par air, a été amené. Dépassant à peine le poids minimal de 450 kg, la 804 dispose de 184 chevaux à 9000 tr/min. Le coéquipier de Gurney, Joakim Bonnier, se voit quant à lui confier une ancienne Porsche 718 (moteur quatre cylindres à plat refroidi par air, environ 170 chevaux), prêtée à l'équipe par la Scuderia SSS Republica di Venezia.
- Porsche 718 privée

Carel Godin de Beaufort pilote son habituelle Porsche 718 (l'ancienne Formule 2 d'usine de Graham Hill), avec laquelle il a disputé l'entièreté de la saison 1961.
- Cooper T60 & T55 "Usine"

Successeur de Brabham au sein de l'équipe de Surbiton, Bruce McLaren s'est fortement impliqué dans le développement de la nouvelle T60 (conçue par l'ingénieur Owen Maddock), qui a débuté à Zandvoort. Cette monoplace de 467 kg est équipée du V8 Climax FWMV, accouplée à une nouvelle boîte de vitesses à six rapports réalisée en interne. McLaren dispose du seul exemplaire disponible, tandis que son coéquipier Tony Maggs est au volant d'une T55 de la saison passée, à moteur quatre cylindres Climax FPF et boîte cinq vitesses.
- Lola Mk4

L'équipe Bowmaker Racing de Reg Parnell aligne deux Lola Mk4 à moteur Climax V8, monoplaces conçues par le fondateur de la marque Eric Broadley. Dotée d'un bon équilibre lors de ses débuts, alors qu'elle utilisait le moteur Climax FPF, la Mk4 a souffert du passage au V8 FWMV, les deux pilotes John Surtees et Roy Salvadori se plaignant d'une tenue de route détériorée, le train avant étant devenu instable. Pesant 490 kg, les Lola sont équipées d'une boîte de vitesses Colotti à cinq rapports.
- De Tomaso F1 "Usine"

Le constructeur argentin avait engagé une De Tomaso F1 à moteur quatre cylindres Alfa Romeo pour Roberto Bussinello, mais l'équipe a finalement déclaré forfait.

## Coureurs inscrits
| no | Pilote                            | Écurie                            | Constructeur | Modèle               | Moteur                                              | Pneumatiques |
| -- | --------------------------------- | --------------------------------- | ------------ | -------------------- | --------------------------------------------------- | ------------ |
| 2  | Joakim Bonnier                    | Porsche System Engineering        | Porsche      | Porsche 718          | Porsche 547/3 F4                                    | D            |
| 4  | Dan Gurney                        | Porsche System Engineering        | Porsche      | Porsche 804          | Porsche 753 F8                                      | D            |
| 6  | Roberto Bussinello                | De Tomaso                         | De Tomaso    | De Tomaso F1         | Alfa Romeo L4                                       | D            |
| 8  | Richie Ginther                    | Owen Racing Organisation          | BRM          | BRM P48/57 BRM P57   | BRM P56 V8 BRM P56 V8                               | D            |
| 10 | Graham Hill                       | Owen Racing Organisation          | BRM          | BRM P57              | BRM P56 V8                                          | D            |
| 12 | Tony Marsh                        | Owen Racing Organisation          | BRM          | BRM P48/57           | BRM P56 V8                                          | D            |
| 14 | Bruce McLaren                     | Cooper Car Company                | Cooper       | Cooper T60           | Coventry Climax FWMV V8                             | D            |
| 16 | Tony Maggs                        | Cooper Car Company                | Cooper       | Cooper T55           | Coventry Climax FPF MkII L4                         | D            |
| 18 | Jim Clark                         | Team Lotus                        | Lotus        | Lotus 25 Lotus 24    | Coventry Climax FWMV V8 BRM P56 V8                  | D            |
| 20 | Trevor Taylor                     | Team Lotus                        | Lotus        | Lotus 24             | Coventry Climax FWMV V8                             | D            |
| 22 | Jack Brabham                      | Brabham Racing Organisation       | Lotus        | Lotus 24             | Coventry Climax FWMV V8                             | D            |
| 24 | Jackie Lewis                      | Ecurie Galloise                   | BRM          | BRM P48/57           | BRM P56 V8                                          | D            |
| 26 | Roy Salvadori                     | Bowmaker Racing                   | Lola         | Lola Mk4             | Coventry Climax FWMV V8                             | D            |
| 28 | John Surtees                      | Bowmaker Racing                   | Lola         | Lola Mk4             | Coventry Climax FWMV V8                             | D            |
| 30 | Maurice Trintignant               | Rob Walker Racing Team            | Lotus        | Lotus 24             | Coventry Climax FWMV V8                             | D            |
| 32 | Masten Gregory                    | UDT Laystall Racing Team          | Lotus        | Lotus 24             | BRM P56 V8                                          | D            |
| 34 | Innes Ireland                     | UDT Laystall Racing Team          | Lotus        | Lotus 24 Lotus 18/21 | Coventry Climax FWMV V8 Coventry Climax FPF MkII L4 | D            |
| 36 | Phil Hill                         | Ferrari SEFAC                     | Ferrari      | Ferrari 156          | Ferrari 178 V6 (120°)                               | D            |
| 38 | Lorenzo Bandini Ricardo Rodríguez | Ferrari SEFAC                     | Ferrari      | Ferrari 156          | Ferrari 178 V6 (120°)                               | D            |
| 40 | Willy Mairesse                    | Ferrari SEFAC                     | Ferrari      | Ferrari 156          | Ferrari 178 V6 (120°)                               | D            |
| T  | Ricardo Rodríguez                 | Ferrari SEFAC                     | Ferrari      | Ferrari 156          | Ferrari 178 V6 (65°)                                | D            |
| 42 | Nino Vaccarella                   | Scuderia SSS Republica di Venezia | Lotus        | Lotus 18/21          | Coventry Climax FPF MkII L4                         | D            |
| 44 | Carel Godin de Beaufort           | Ecurie Maarsbergen                | Porsche      | Porsche 718          | Porsche 547/3 F4                                    | D            |
| 46 | Jo Siffert                        | Ecurie Suisse                     | Lotus        | Lotus 21             | Coventry Climax FPF MkII L4                         | D            |

## Qualifications
Trois séances d'essais d'une heure et demie chacune sont prévues, le jeudi après-midi, le vendredi matin et le samedi après-midi précédant la course. Le nombre de participants à la course étant limité à seize, six des vingt-deux pilotes présents ne pourront prendre le départ. Les deux premiers pilotes de chaque équipe officielle étant qualifiés d'office, les six places restantes seront attribuées aux meilleurs des douze autres pilotes.
- Pilotes qualifiés d'office :
- Joakim Bonnier et Dan Gurney, pilotes officiels (Porsche)
- Richie Ginther et Graham Hill, pilotes officiels (BRM)
- Bruce McLaren et Tony Maggs, pilotes officiels (Cooper)
- Jim Clark et Trevor Taylor, pilotes officiels (Lotus)
- Phil Hill et Willy Mairesse, pilotes officiels (Ferrari)

- Pilotes devant se qualifier :
- Lorenzo Bandini et Ricardo Rodríguez, troisième et quatrième pilotes Ferrari
- John Surtees et Roy Salvadori, dont les Lola d'usine sont engagées par une écurie privée
- Jack Brabham, Jackie Lewis, Maurice Trintignant, Masten Gregory, Innes Ireland, Nino Vaccarella, Carel Godin de Beaufort et Jo Siffert, engagés par des écuries privées.

### Première séance - jeudi 31 mai (après-midi)
La première session qualificative a lieu le jeudi après-midi, sous le soleil. Graham Hill est l'un des premiers en piste, et il réalise d'emblée une série de tours rapides au volant de sa BRM, bientôt rejoint par Jim Clark. Les deux hommes vont nettement dominer la séance et c'est finalement l'Écossais qui aura le dernier mot, accomplissant un tour à 116,2 km/h de moyenne sur sa Lotus, devançant son rival de trois dixièmes de seconde. Malgré le manque de maniabilité de sa Ferrari, Phil Hill, dans un style très spectaculaire, parvient à tourner dans la même seconde, se faisant toutefois devancer dans les dernières minutes par John Surtees, troisième malgré la tenue de route délicate de sa Lola. Contrairement à son coéquipier, Richie Ginther n'a pu tirer le meilleur parti de sa BRM, gêné par des problèmes de commande d'accélérateur.
| Pos. | Pilote                  | Écurie        | Temps        | Écart    |
| ---- | ----------------------- | ------------- | ------------ | -------- |
| 1    | Jim Clark               | Lotus-Climax  | 1 min 37 s 4 |          |
| 2    | Graham Hill             | BRM           | 1 min 37 s 7 | + 0 s 3  |
| 3    | John Surtees            | Lola-Climax   | 1 min 37 s 9 | + 0 s 5  |
| 4    | Phil Hill               | Ferrari       | 1 min 38 s 0 | + 0 s 6  |
| 5    | Dan Gurney              | Porsche       | 1 min 38 s 2 | + 0 s 8  |
| 6    | Jack Brabham            | Lotus-Climax  | 1 min 39 s 1 | + 1 s 7  |
| 6=   | Bruce McLaren           | Cooper-Climax | 1 min 39 s 1 | + 1 s 7  |
| 8    | Masten Gregory          | Lotus-BRM     | 1 min 39 s 8 | + 2 s 4  |
| 9    | Innes Ireland           | Lotus-Climax  | 1 min 39 s 9 | + 2 s 5  |
| 10   | Trevor Taylor           | Lotus-Climax  | 1 min 40 s 0 | + 2 s 6  |
| 11   | Roy Salvadori           | Lola-Climax   | 1 min 40 s 1 | + 2 s 7  |
| 11=  | Ricardo Rodríguez       | Ferrari       | 1 min 40 s 1 | + 2 s 7  |
| 13   | Jackie Lewis            | BRM           | 1 min 40 s 5 | + 3 s 1  |
| 14   | Maurice Trintignant     | Lotus-Climax  | 1 min 41 s 8 | + 4 s 4  |
| 15   | Lorenzo Bandini         | Ferrari       | 1 min 42 s 2 | + 4 s 8  |
| 16   | Joakim Bonnier          | Porsche       | 1 min 43 s 5 | + 6 s 1  |
| 17   | Richie Ginther          | BRM           | 1 min 44 s 9 | + 7 s 5  |
| 18   | Carel Godin de Beaufort | Porsche       | 1 min 45 s 9 | + 8 s 5  |
| 19   | Jo Siffert              | Lotus-Climax  | 1 min 48 s 0 | + 10 s 6 |
| 20   | Willy Mairesse          | Ferrari       | 1 min 48 s 2 | + 10 s 8 |
| 21   | Tony Maggs              | Cooper-Climax | 1 min 49 s 3 | + 11 s 9 |

### Deuxième séance - vendredi1erjuin (matin)
La seconde session, le vendredi matin, débute sous une pluie battante. Dans ces conditions, le style coulé de Graham Hill s'avère très efficace, le pilote britannique dominant nettement tous ses adversaires. Derrière lui, ce sont les quatre pilotes Ferrari, emmenés par Willy Mairesse, qui vont s'avérer les plus performants. Sur sa modeste Lotus privée, le débutant Jo Siffert crée la surprise en réalisant le cinquième temps de la journée, se montrant aussi rapide que Lorenzo Bandini qui dispose d'une Ferrari d'usine. Egalement sur une Lotus privée, Nino Vaccarella (qui n'a pas roulé la veille) tourne dans des temps comparables, mais une sortie de route en fin de séance va le reléguer au rang de spectateur pour le reste du week-end. Au sein de l'équipe officielle Lotus, Clark et Taylor vont brièvement essayer le mulet à moteur BRM, qui ne leur permettra pas de réaliser de performance probante. Malgré la piste détrempée, presque tous les pilotes ont participé à la séance, à l'exception de Roy Salvadori (Lola) et de Jack Brabham, l'ancien champion du monde n'étant pas parvenu à démarrer le moteur de sa Lotus.

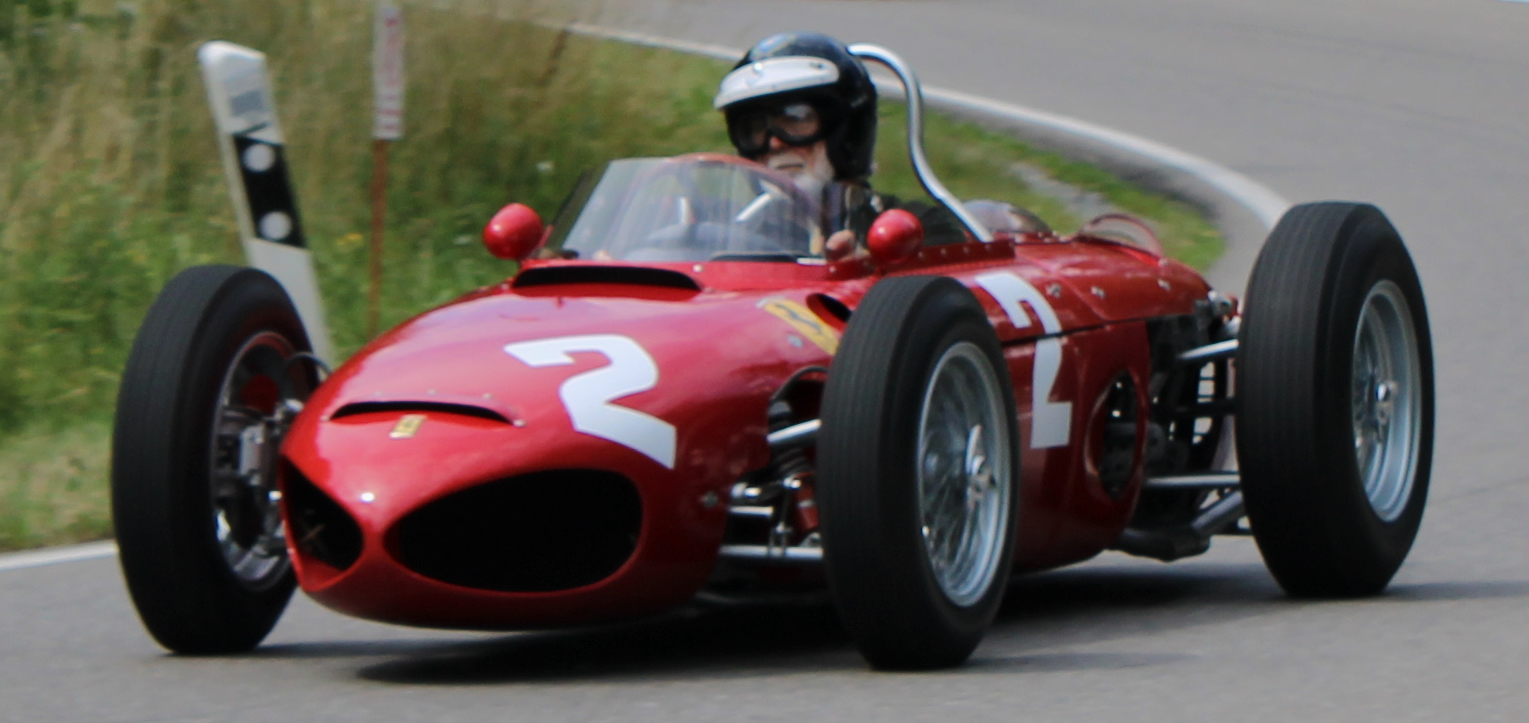
Les Ferrari 156 (ici lors d'une course historique) se sont très bien comportées lors de la seconde journée d'essais, disputée sous la pluie.

| Pos. | Pilote                  | Écurie        | Temps        | Écart    |
| ---- | ----------------------- | ------------- | ------------ | -------- |
| 1    | Graham Hill             | BRM           | 1 min 58 s 3 |          |
| 2    | Willy Mairesse          | Ferrari       | 1 min 59 s 4 | + 1 s 1  |
| 3    | Ricardo Rodríguez       | Ferrari       | 2 min 00 s 8 | + 2 s 5  |
| 4    | Phil Hill               | Ferrari       | 2 min 01 s 0 | + 2 s 7  |
| 5    | Lorenzo Bandini         | Ferrari       | 2 min 01 s 3 | + 3 s 0  |
| 5=   | Jo Siffert              | Lotus-Climax  | 2 min 01 s 3 | + 3 s 0  |
| 7    | Nino Vaccarella         | Lotus-Climax  | 2 min 01 s 8 | + 3 s 5  |
| 8    | Masten Gregory          | Lotus-BRM     | 2 min 03 s 5 | + 5 s 2  |
| 9    | Richie Ginther          | BRM           | 2 min 04 s 5 | + 6 s 2  |
| 10   | Maurice Trintignant     | Lotus-Climax  | 2 min 04 s 7 | + 6 s 4  |
| 11   | Tony Maggs              | Cooper-Climax | 2 min 05 s 5 | + 7 s 2  |
| 12   | Joakim Bonnier          | Porsche       | 2 min 05 s 7 | + 7 s 4  |
| 13   | Jim Clark               | Lotus-Climax  | 2 min 07 s 2 | + 8 s 9  |
| 14   | Innes Ireland           | Lotus-Climax  | 2 min 07 s 4 | + 9 s 1  |
| 14=  | Carel Godin de Beaufort | Porsche       | 2 min 07 s 4 | + 9 s 1  |
| 16   | Trevor Taylor           | Lotus-Climax  | 2 min 11 s 0 | + 12 s 7 |
| 17   | John Surtees            | Lola-Climax   | 2 min 22 s 3 | + 24 s 0 |
| 18   | Dan Gurney              | Porsche       | 2 min 22 s 4 | + 24 s 1 |
| 19   | Bruce McLaren           | Cooper-Climax | 2 min 23 s 7 | + 25 s 4 |
| 20   | Jackie Lewis            | BRM           | 2 min 23 s 9 | + 25 s 6 |

### Troisième séance - samedi 2 juin (après-midi)
La troisième session qualificative débute le samedi après-midi, sous le soleil et sur une piste parfaitement sèche. Les concurrents vont tourner assidument, la dernière journée étant décisive pour l'établissement de la grille. Graham Hill se montre le plus rapide, et après seulement quelques tours établit un temps de référence à plus de 118 km/h de moyenne, battant d'une demi-seconde le record de la piste. Il semble assuré de la pole position quand, dans les dernières minutes, Clark effectue une ultime sortie et, adoptant un style plus agressif qu'à l'accoutumée, parvient à améliorer de quatre dixièmes de seconde la meilleure performance réalisée jusqu'alors. Il s'adjuge ainsi la pole position et s'élancera à la corde de la première ligne, au côté de Graham Hill et de Bruce McLaren, auteur du troisième meilleur temps sur sa Cooper. Mairesse et Gurney, qui ont égalé McLaren, se partageront la seconde ligne. Parmi les pilotes devant se qualifier, c'est Brabham (auteur du sixième temps de la journée) qui s'est montré le plus performant, devant le vétéran Maurice Trintignant (sur la Lotus de Rob Walker) et Innes Ireland (également sur Lotus), tous trois ayant battu le champion en titre Phil Hill, seulement neuvième juste devant son coéquipier Bandini, honnêtement qualifié. Surtees n'a pratiquement pas pu tourner, à cause de problèmes de boîte de vitesses. Sa bonne performance du jeudi lui assure néanmoins une place sur la grille, à la corde de la cinquième ligne. Son coéquipier Salvadori décroche également sa qualification, contrairement à Siffert, pourtant plus rapide que quatre des « qualifiés d'office ». Jackie Lewis (handicapé par des problèmes de carburation sur sa BRM) n'a pu défendre ses chances jusqu'au bout ; il a cependant tourné aussi vite que Richie Ginther, pilote officiel, qui pourra quant à lui s'aligner en course ; Ginther utilisera cependant le mulet de l'équipe BRM, les problèmes de commande d'accélérateur de sa monoplace n'ayant pas été résolus. Masten Gregory (Lotus-BRM) est également éliminé (malgré un chrono honorable). Les trois autres pilotes non admis au départ sont Ricardo Rodríguez et Nino Vaccarella (qui n'ont pas participé à cette dernière séance) ainsi que Carel Godin de Beaufort.
| Pos. | Pilote                  | Écurie        | Temps        | Écart   |
| ---- | ----------------------- | ------------- | ------------ | ------- |
| 1    | Jim Clark               | Lotus-Climax  | 1 min 35 s 4 |         |
| 2    | Graham Hill             | BRM           | 1 min 35 s 8 | + 0 s 4 |
| 3    | Bruce McLaren           | Cooper-Climax | 1 min 36 s 4 | + 1 s 0 |
| 4    | Willy Mairesse          | Ferrari       | 1 min 36 s 4 | + 1 s 0 |
| 5    | Dan Gurney              | Porsche       | 1 min 36 s 4 | + 1 s 0 |
| 6    | Jack Brabham            | Lotus-Climax  | 1 min 36 s 5 | + 1 s 1 |
| 7    | Maurice Trintignant     | Lotus-Climax  | 1 min 36 s 8 | + 1 s 4 |
| 8    | Innes Ireland           | Lotus-Climax  | 1 min 37 s 0 | + 1 s 6 |
| 9    | Phil Hill               | Ferrari       | 1 min 37 s 1 | + 1 s 7 |
| 10   | Lorenzo Bandini         | Ferrari       | 1 min 37 s 2 | + 1 s 8 |
| 11   | Roy Salvadori           | Lola-Climax   | 1 min 38 s 5 | + 3 s 1 |
| 12   | Jo Siffert              | Lotus-Climax  | 1 min 38 s 9 | + 3 s 5 |
| 13   | Richie Ginther          | BRM           | 1 min 39 s 0 | + 3 s 6 |
| 14   | Jackie Lewis            | BRM           | 1 min 39 s 0 | + 3 s 6 |
| 15   | Masten Gregory          | Lotus-BRM     | 1 min 39 s 2 | + 3 s 8 |
| 16   | Joakim Bonnier          | Porsche       | 1 min 42 s 4 | + 7 s 0 |
| 17   | Tony Maggs              | Cooper-Climax | 1 min 42 s 7 | + 7 s 3 |
| 18   | Trevor Taylor           | Lotus-Climax  | 1 min 43 s 2 | + 7 s 8 |
| 19   | Carel Godin de Beaufort | Porsche       | 1 min 44 s 4 | + 9 s 0 |
| 20   | John Surtees            | Lola-Climax   | 1 min 44 s 9 | + 9 s 5 |

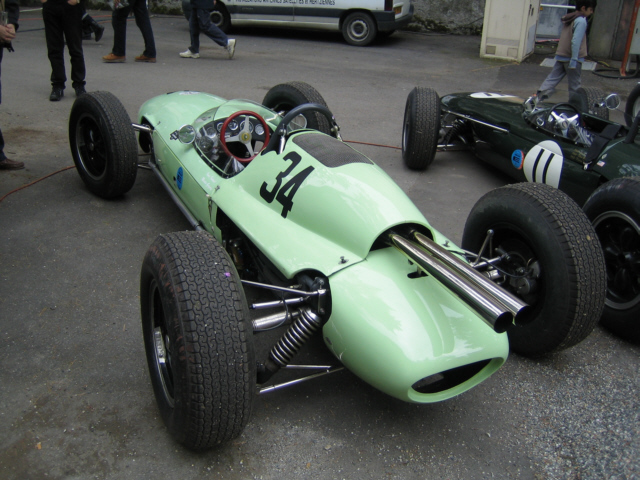
La Lotus 24 d'Innes Ireland ; le pilote écossais a dû parlementer avec les chronométreurs officiels pour que sa performance du jour soit entérinée.

- À l'issue de la séance, Innes Ireland était crédité du même temps que Jo Siffert mais, ayant accompli sa série de tours rapides après le pilote suisse, se trouvait relégué au rang de premier non-qualifié. Le pilote UDT Laystall avait en réalité tourné plus vite et parvint à convaincre les chronométreurs officiels de leur erreur. Sur la base de témoignages de chronométreurs officieux, il fut donc aussitôt réintégré sur la grille, au détriment de Siffert, finalement éliminé[6].

### Tableau final des qualifications
| Pos. | Pilote                  | Écurie        | Temps        | Écart    | Commentaire                                                     |
| ---- | ----------------------- | ------------- | ------------ | -------- | --------------------------------------------------------------- |
| 1    | Jim Clark               | Lotus-Climax  | 1 min 35 s 4 |          | temps réalisé le samedi                                         |
| 2    | Graham Hill             | BRM           | 1 min 35 s 8 | + 0 s 4  | temps réalisé le samedi                                         |
| 3    | Bruce McLaren           | Cooper-Climax | 1 min 36 s 4 | + 1 s 0  | temps réalisé le samedi                                         |
| 4    | Willy Mairesse          | Ferrari       | 1 min 36 s 4 | + 1 s 0  | temps réalisé le samedi                                         |
| 5    | Dan Gurney              | Porsche       | 1 min 36 s 4 | + 1 s 0  | temps réalisé le samedi                                         |
| 6    | Jack Brabham            | Lotus-Climax  | 1 min 36 s 5 | + 1 s 1  | temps réalisé le samedi                                         |
| 7    | Maurice Trintignant     | Lotus-Climax  | 1 min 36 s 8 | + 1 s 4  | temps réalisé le samedi                                         |
| 8    | Innes Ireland           | Lotus-Climax  | 1 min 37 s 0 | + 1 s 6  | temps réalisé le samedi                                         |
| 9    | Phil Hill               | Ferrari       | 1 min 37 s 1 | + 1 s 7  | temps réalisé le samedi                                         |
| 10   | Lorenzo Bandini         | Ferrari       | 1 min 37 s 2 | + 1 s 8  | temps réalisé le samedi                                         |
| 11   | John Surtees            | Lola-Climax   | 1 min 37 s 9 | + 2 s 5  | temps réalisé le jeudi                                          |
| 12   | Roy Salvadori           | Lola-Climax   | 1 min 38 s 5 | + 3 s 1  | temps réalisé le samedi                                         |
| 13   | Jo Siffert              | Lotus-Climax  | 1 min 38 s 9 | + 3 s 5  | temps réalisé le samedi ; premier non-qualifié                  |
| 14   | Richie Ginther          | BRM           | 1 min 39 s 0 | + 3 s 6  | temps réalisé le samedi                                         |
| 15   | Jackie Lewis            | BRM           | 1 min 39 s 0 | + 3 s 6  | temps réalisé le samedi ; deuxième non-qualifié                 |
| 16   | Masten Gregory          | Lotus-BRM     | 1 min 39 s 2 | + 3 s 8  | temps réalisé le samedi ; troisième non-qualifié                |
| 17   | Trevor Taylor           | Lotus-Climax  | 1 min 40 s 0 | + 4 s 6  | temps réalisé le jeudi                                          |
| 18   | Ricardo Rodríguez       | Ferrari       | 1 min 40 s 1 | + 4 s 7  | temps réalisé le jeudi ; quatrième non-qualifié                 |
| 19   | Joakim Bonnier          | Porsche       | 1 min 42 s 4 | + 7 s 0  | temps réalisé le samedi                                         |
| 20   | Tony Maggs              | Cooper-Climax | 1 min 42 s 7 | + 7 s 3  | temps réalisé le samedi                                         |
| 21   | Carel Godin de Beaufort | Porsche       | 1 min 44 s 4 | + 9 s 0  | temps réalisé le samedi ; cinquième non-qualifié                |
| 22   | Nino Vaccarella         | Lotus-Climax  | 2 min 01 s 8 | + 26 s 4 | temps réalisé le vendredi, sous la pluie ; sixième non-qualifié |

## Grille de départ du Grand Prix

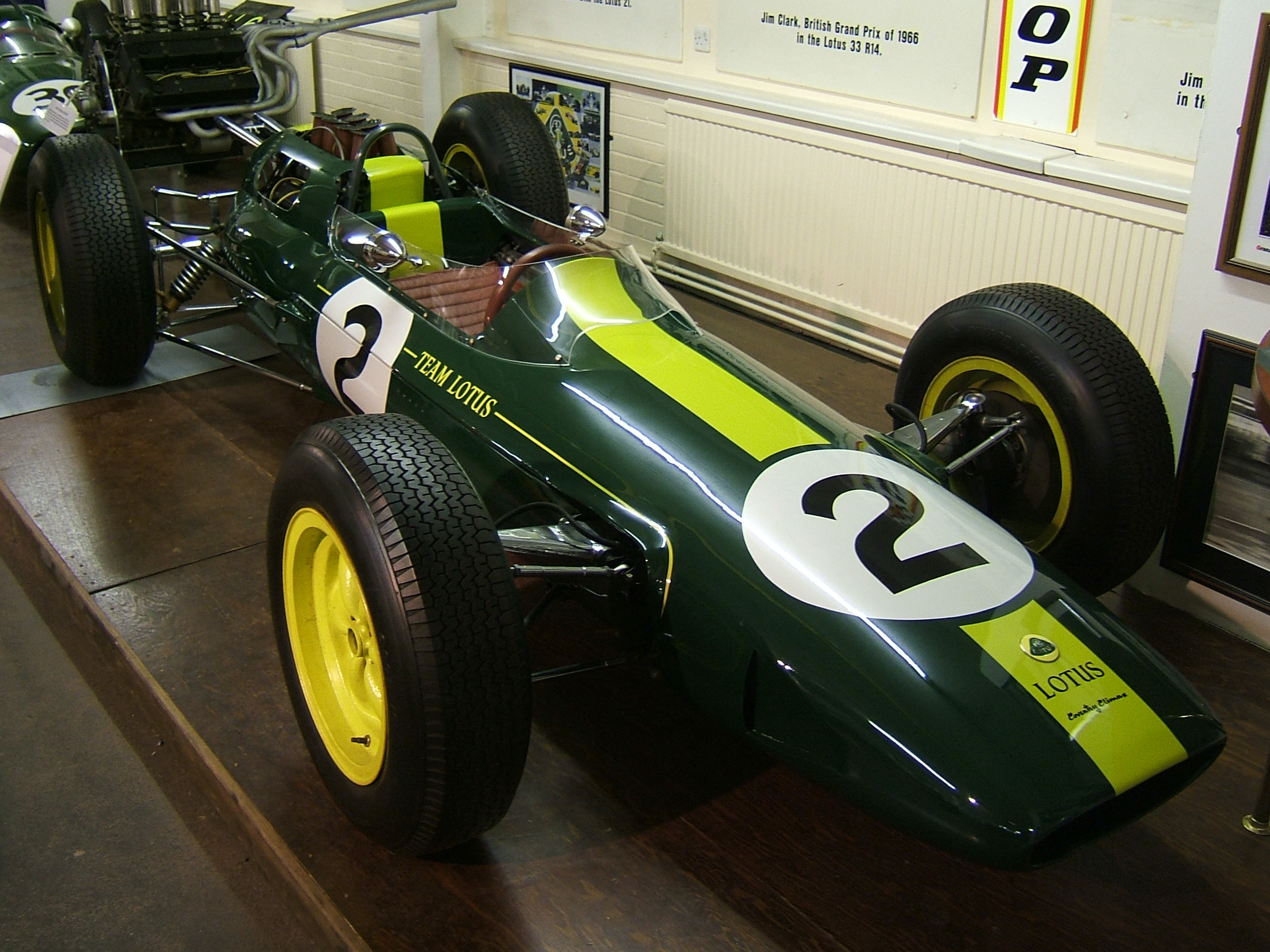
La Lotus 25 de Jim Clark partira en pole position.

| 1re ligne | Pos. 3                      |                              | Pos. 2                         |                               | Pos. 1                     |
|           | McLaren Cooper 1 min 36 s 4 |                              | G. Hill BRM 1 min 35 s 8       |                               | Clark Lotus 1 min 35 s 4   |
| 2e ligne  |                             | Pos. 5                       |                                | Pos. 4                        |                            |
|           |                             | Gurney Porsche 1 min 36 s 4  |                                | Mairesse Ferrari 1 min 36 s 4 |                            |
| 3e ligne  | Pos. 8                      |                              | Pos. 7                         |                               | Pos. 6                     |
|           | Ireland Lotus 1 min 37 s 0  |                              | Trintignant Lotus 1 min 36 s 8 |                               | Brabham Lotus 1 min 36 s 5 |
| 4e ligne  |                             | Pos. 10                      |                                | Pos. 9                        |                            |
|           |                             | Bandini Ferrari 1 min 37 s 2 |                                | P. Hill Ferrari 1 min 37 s 1  |                            |
| 5e ligne  | Pos. 13                     |                              | Pos. 12                        |                               | Pos. 11                    |
|           | Ginther BRM 1 min 39 s 0    |                              | Salvadori Lola 1 min 38 s 5    |                               | Surtees Lola 1 min 37 s 9  |
| 6e ligne  |                             | Pos. 15                      |                                | Pos. 14                       |                            |
|           |                             | Bonnier Porsche 1 min 42 s 4 |                                | Taylor Lotus 1 min 40 s 0     |                            |
| 7e ligne  |                             |                              | Pos. 16                        |                               |                            |
|           |                             |                              | Maggs Cooper 1 min 42 s 7      |                               |                            |

## Déroulement de la course
Le départ est donné par l'ancien pilote Louis Chiron le dimanche à quatorze heures quarante-cinq, sous un ciel couvert. Il a plu un peu auparavant, aussi malgré le vent reste-t-il quelques zones humides sur la piste. Le baisser du drapeau à damiers, s'effectuant quelques secondes avant la fin du décompte, surprend la plupart des pilotes. Jim Clark ne parvient pas à lancer correctement le moteur de sa Lotus, à cause d'une bougie encrassée et part lentement. Placé à la corde de la seconde ligne, Willy Mairesse bouscule légèrement la BRM de Graham Hill et la voiture de Clark, placées juste devant lui, pour virer en tête à l'épingle du Gazomètre. Il arrive cependant trop vite pour prendre la corde, et manque de perdre le contrôle de sa Ferrari dans un travers prononcé. Coincé, Clark est pratiquement obligé de s'arrêter, tandis que Bruce McLaren, placé à l'extérieur, parvient à plonger à la corde et à sortir le premier du virage, sa Cooper devançant de peu la BRM de Graham Hill. Derrière, chacun essaye comme il peut d'éviter la Ferrari de Mairesse, en perdition ; c'est cependant la BRM de Richie Ginther qui va semer la panique dans le peloton : accélérateur bloqué, le pilote américain vient percuter la Lotus de Maurice Trintignant et la Porsche de Dan Gurney ; partie en dérapage, la voiture de Trintignant va bousculer la Lotus d'Innes Ireland, les deux pilotes heurtant ensuite les bottes de paille. Dans la mêlée, Trevor Taylor endommage le nez de sa Lotus, parvenant cependant à continuer jusque son stand pour remise en état. Aucun pilote n'est blessé, mais une roue a mortellement touché un commissaire de piste. Ginther, Trintignant sont éliminés sur place, Gurney va regagner péniblement son stand pour y abandonner alors qu'Ireland pourra repartir, faire réparer une conduite d'essence et reprendre la course en dernière position. McLaren achève donc ce premier tour en tête, détaché devant la BRM de Graham Hill. Viennent ensuite la Ferrari de Phil Hill et la Porsche de Joakim Bonnier qui ont gagné de nombreuses places après l'incident du départ et ont également profité d'une nouvelle faute de Mairesse, au virage de la gare, le pilote belge ayant dû cette fois laisser passer la majeure partie du peloton avant de reprendre la piste. Il suffit de quelques tours à Graham Hill pour revenir dans les roues de la Cooper de tête, et au septième passage devant les stands la BRM occupe la première place, alors que Brabham et Clark (dont le moteur donne désormais toute sa puissance) sont revenus dans le sillage de Phil Hill et que Bonnier a rétrogradé en neuvième position. Graham Hill prend rapidement du champ et au dixième tour compte déjà plus de deux secondes d'avance sur McLaren. Phil Hill, toujours talonné par Brabham et Clark, est six secondes plus loin. Sixième, la Ferrari de Lorenzo Bandini est légèrement décrochée, alors que les autres concurrents, emmenés par la Lola de John Surtees, accusent déjà un retard important. Harcelé par les deux Lotus, Phil Hill va partir à la faute deux tours plus tard, effectuant un tête-à-queue au virage du Portier ; l'Américain laisse filer ses deux adversaires, reprenant la course en cinquième position juste devant son coéquipier Bandini. Brabham, désormais troisième, ne se montre pas menaçant pour McLaren, l'écart entre les deux hommes se maintenant à sept secondes. Resté une quinzaine de tours dans le sillage de Brabham, Clark déborde alors l'Australien et, battant à plusieurs reprises le record de la piste, fond sur la Cooper qu'il dépasse facilement au cours du vingt-septième tour. Il est maintenant deuxième, à huit secondes de la BRM de tête. L'écart va se réduire progressivement, le pilote écossais améliorant encore ses temps. Tournant pourtant à une allure soutenue, Graham Hill concède une demi-seconde par tour. Peu avant la mi-course, Clark est revenu à une seconde de son adversaire, après avoir battu le record de la piste à 118,5 km/h de moyenne, ayant presque égalé son temps de qualification ! L'issue de la bataille semble alors inéluctable, mais Hill résiste bien et va parvenir à préserver son mince avantage au cours des tours suivants. Il va gérer parfaitement le dépassement de quelques pilotes attardés, tandis que Clark va perdre du temps derrière Bandini et Surtees, qui se disputent alors la sixième place. Si bien qu'à la mi-course, l'écart est revenu à huit secondes. Toujours troisième, McLaren est maintenant à près de quarante secondes de l'Ecossais, Brabham et Phil Hill à environ une minute , tandis que Surtees, qui a finalement débordé Bandini pour le gain de la sixième place, est à plus d'un tour.
Clark ne va pas rester longtemps une menace pour Hill : il commence bientôt à éprouver des difficultés lors des changements de vitesse et se fait vite distancer avant de s'arrêter définitivement au cinquante-sixième tour, embrayage hors d'usage. Graham Hill se retrouve alors avec une très confortable avance (près de cinquante secondes) sur McLaren. Avec Brabham et Phil Hill respectivement troisième et quatrième, il ne reste plus que quatre pilotes dans le même tour. Si la course semble jouée pour les deux premières places, la troisième reste disputée, Phil Hill attaquant sans relâche la Lotus qui le précède. Aux trois quarts de la course, l'Australien finit par céder le passage à la Ferrari. Il se maintient dans son sillage mais un tour plus tard le pilote Ferrari effectue une amorce de tête-à-queue au virage du casino ; Brabham l'évite en prenant la bordure, mais endommage sa suspension avant et doit rentrer au stand pour y abandonner. Alors que la victoire lui semble acquise, un problème de pression d'huile vient entraver la progression de Graham Hill, une inquiétante fumée se dégageant des échappements de la BRM de tête. Fort de son avance, le pilote anglais adopte une cadence réduite, ménageant son moteur. À dix tours de l'arrivée, McLaren, qui doit quant à lui ménager ses freins, est revenu à vingt-cinq secondes. Vingt secondes plus loin vient Phil Hill, qui voyant ses adversaires en difficulté, commence à forcer l'allure. Malgré toutes ses précautions, Graham Hill va devoir renoncer à moins de huit tours de la fin, son moteur n'ayant pas résisté. C'est désormais la victoire qui se joue entre McLaren et Phil Hill. Dix-huit secondes séparent alors les deux voitures de tête, mais l'Américain va reprendre plus de deux secondes au tour. À quelques encablures de l'arrivée, Hill est sur le point de rejoindre la Cooper mais à deux-cents mètres de la ligne d'arrivée il heurte un mur de la roue avant gauche et ne peut donner l'assaut final. McLaren remporte l'épreuve avec une seconde d'avance sur le champion du monde, deuxième devant son coéquipier Bandini qui avait repris l'avantage sur Surtees en fin de course. Malgré son abandon, Graham Hill est classé sixième, derrière Bonnier qui a terminé très attardé.

### Classements intermédiaires
Classements intermédiaires des monoplaces aux premier, troisième, cinquième, dixième, vingtième, vingt-cinquième, trentième, quarantième, cinquantième, soixantième, soixante-dixième, quatre-vingtième et quatre-vingt-dixième tours,.

### Classement de la course

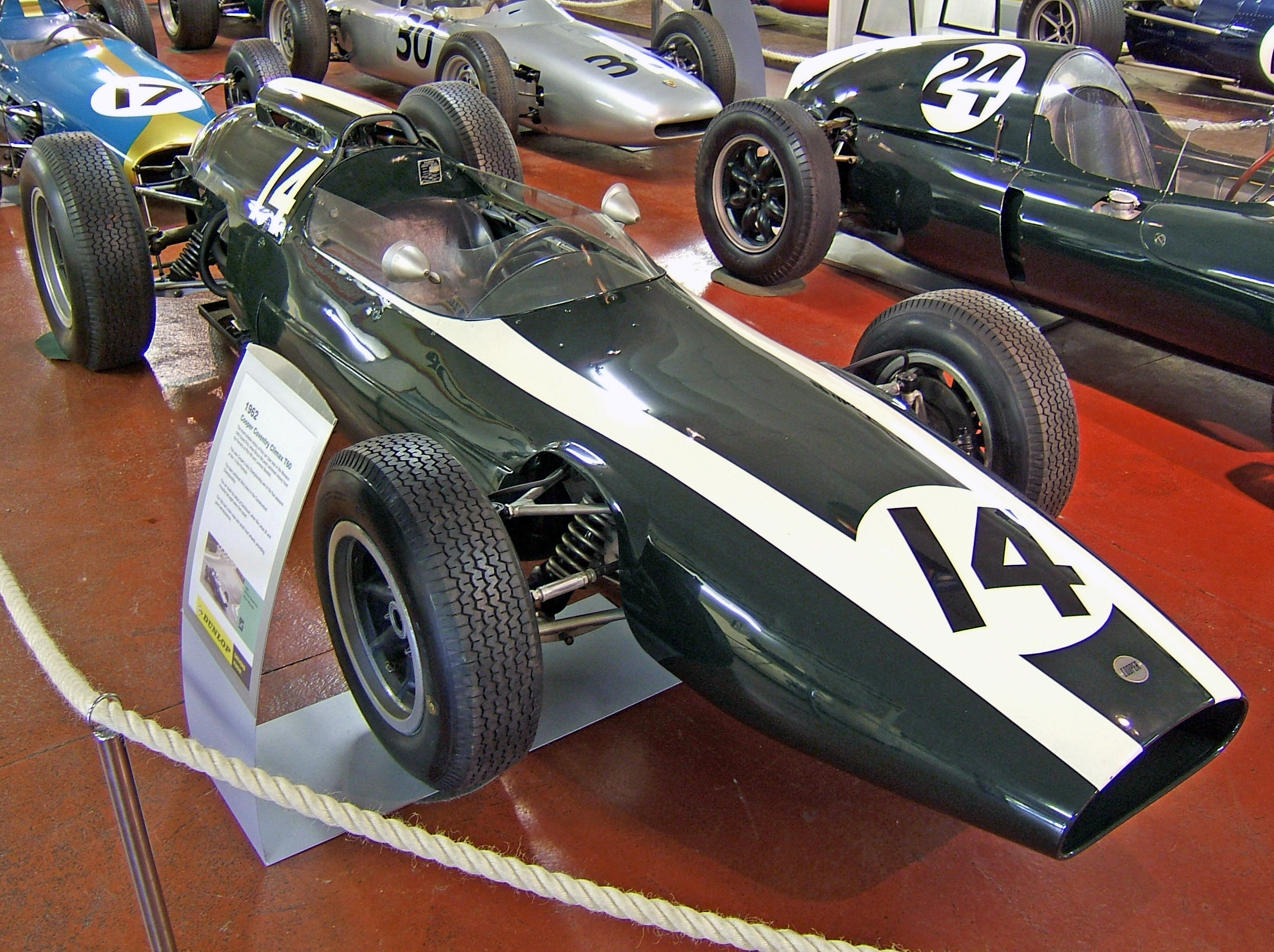
La Cooper T60 de Bruce McLaren, victorieuse du Grand Prix de Monaco.

| Pos  | No | Pilote                  | Écurie        | Tours | Temps/Abandon                      | Grille | Points |
| ---- | -- | ----------------------- | ------------- | ----- | ---------------------------------- | ------ | ------ |
| 1    | 14 | Bruce McLaren           | Cooper-Climax | 100   | 2 h 46 min 29 s 7                  | 3      | 9      |
| 2    | 36 | Phil Hill               | Ferrari       | 100   | 2 h 46 min 31 s 0 (+ 1 s 3)        | 9      | 6      |
| 3    | 38 | Lorenzo Bandini         | Ferrari       | 100   | 2 h 47 min 53 s 8 (+ 1 min 24 s 1) | 10     | 4      |
| 4    | 28 | John Surtees            | Lola-Climax   | 99    | 2 h 47 min 28 s 7 (+ 1 tour)       | 11     | 3      |
| 5    | 2  | Jo Bonnier              | Porsche       | 93    | 2 h 46 min 45 s 0 (+ 7 tours)      | 18     | 2      |
| 6    | 10 | Graham Hill             | BRM           | 92    | Moteur                             | 2      | 1      |
| 7    | 40 | Willy Mairesse          | Ferrari       | 90    | Pression d'huile                   | 4      |        |
| 8    | 22 | Jack Brabham            | Lotus-Climax  | 77    | Accident                           | 6      |        |
| Abd. | 34 | Innes Ireland           | Lotus-Climax  | 64    | Pompe à essence                    | 8      |        |
| Abd. | 18 | Jim Clark               | Lotus-Climax  | 55    | Embrayage                          | 1      |        |
| Abd. | 26 | Roy Salvadori           | Lola-Climax   | 44    | Suspension                         | 12     |        |
| Abd. | 16 | Tony Maggs              | Cooper-Climax | 43    | Boîte de vitesses                  | 19     |        |
| Abd. | 20 | Trevor Taylor           | Lotus-Climax  | 24    | Fuite d'huile                      | 17     |        |
| Abd. | 4  | Dan Gurney              | Porsche       | 0     | Accident                           | 5      |        |
| Abd. | 30 | Maurice Trintignant     | Lotus-Climax  | 0     | Accident                           | 7      |        |
| Abd. | 8  | Richie Ginther          | BRM           | 0     | Accident                           | 14     |        |
| Nq.  | 46 | Jo Siffert              | Lotus-Climax  |       | Non qualifié                       |        |        |
| Nq.  | 24 | Jackie Lewis            | BRM           |       | Non qualifié                       |        |        |
| Nq.  | 32 | Masten Gregory          | Lotus-BRM     |       | Non qualifié                       |        |        |
| Nq.  | 44 | Carel Godin de Beaufort | Porsche       |       | Non qualifié                       |        |        |
| Nq.  | 42 | Nino Vaccarella         | Lotus-Climax  |       | Non qualifié                       |        |        |

Légende :
- Abd.=Abandon

### Pole position et record du tour
- Pole position :  Jim Clark en 1 min 35 s 4 (vitesse moyenne : 118,679 km/h). Temps réalisé lors de la séance d'essais du samedi 2 juin[15].
- Meilleur tour en course :  Jim Clark en 1 min 35 s 5 au 42e tour (vitesse moyenne : 118,555 km/h).

#### Évolution du record du tour en course
Le meilleur tour fut amélioré dix-sept fois au cours de l'épreuve.

### Tours en tête
- Bruce McLaren : 14 tours (1-6 / 93-100)
- Graham Hill : 86 tours (7-92)

## Classement général à l'issue de la course
- Attribution des points : 9, 6, 4, 3, 2, 1 respectivement aux six premiers de chaque épreuve.
- Pour la coupe des constructeurs, même barème et seule la voiture la mieux classée de chaque équipe inscrit des points.
- Seuls les cinq meilleurs résultats sont comptabilisés.
- Le règlement permet aux pilotes de se relayer sur une même voiture, les points éventuellement acquis étant alors perdus pour pilotes et constructeur[15].

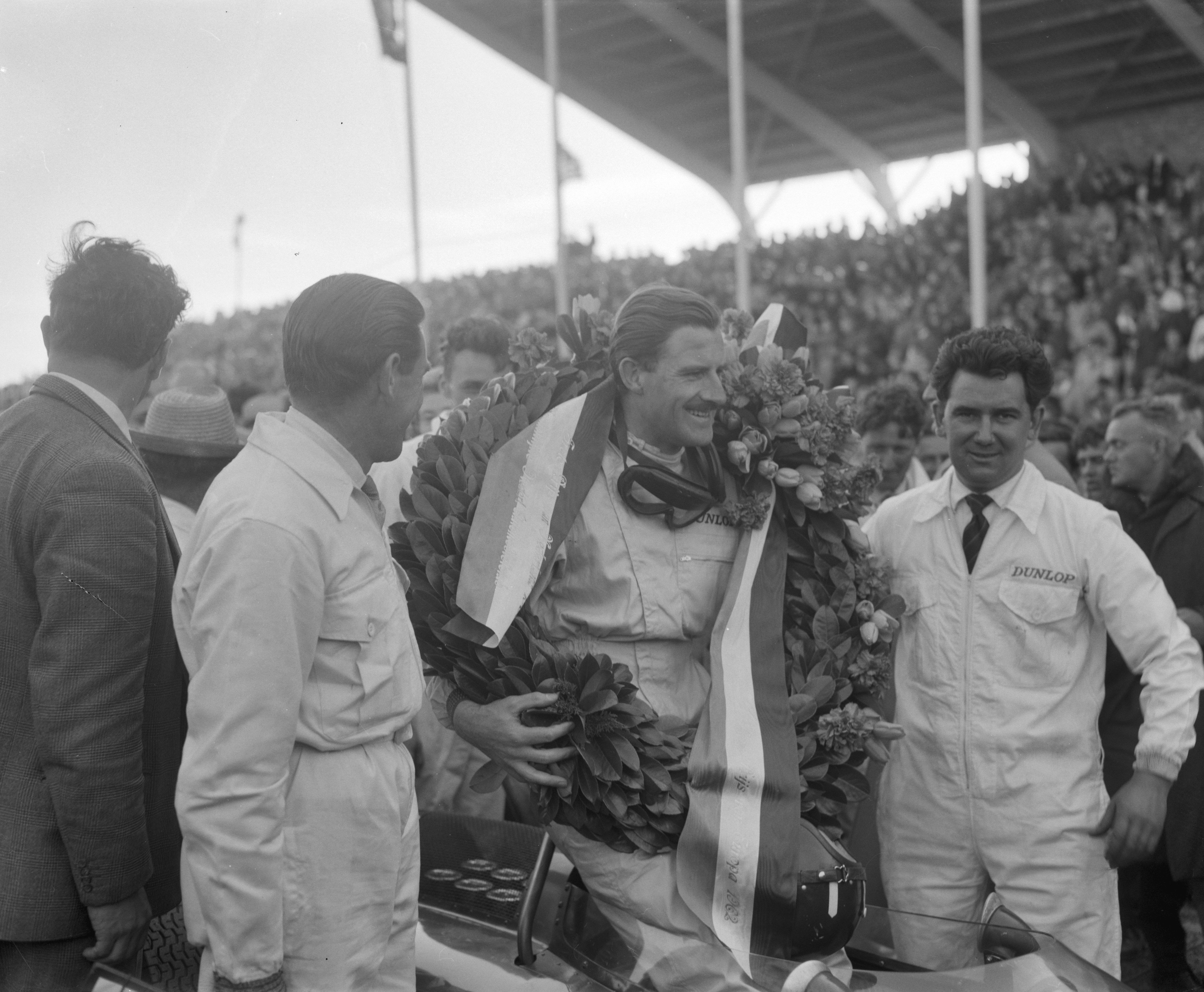
Malchanceux à Monaco, Graham Hill (ici lors de sa victoire à Zandvoort) conserve cependant la tête du championnat du monde.

| Pos. | Pilote                  | Écurie  | Points | NL | MON | BEL | FRA | GBR | ALL | ITA | USA | AFS |
| ---- | ----------------------- | ------- | ------ | -- | --- | --- | --- | --- | --- | --- | --- | --- |
| 1    | Graham Hill             | BRM     | 10     | 9  | 1   |     |     |     |     |     |     |     |
|      | Phil Hill               | Ferrari | 10     | 4  | 6   |     |     |     |     |     |     |     |
| 3    | Bruce McLaren           | Cooper  | 9      | -  | 9   |     |     |     |     |     |     |     |
| 4    | Trevor Taylor           | Lotus   | 6      | 6  | -   |     |     |     |     |     |     |     |
| 5    | Lorenzo Bandini         | Ferrari | 4      | -  | 4   |     |     |     |     |     |     |     |
| 6    | Giancarlo Baghetti      | Ferrari | 3      | 3  | -   |     |     |     |     |     |     |     |
|      | John Surtees            | Lola    | 3      | -  | 3   |     |     |     |     |     |     |     |
| 8    | Tony Maggs              | Cooper  | 2      | 2  | -   |     |     |     |     |     |     |     |
|      | Joakim Bonnier          | Porsche | 2      | -  | 2   |     |     |     |     |     |     |     |
| 10   | Carel Godin de Beaufort | Porsche | 1      | 1  | -   |     |     |     |     |     |     |     |

| Pos. | Écurie        | Points | NL | MON | BEL | FRA | GBR | ALL | ITA | USA | AFS |
| ---- | ------------- | ------ | -- | --- | --- | --- | --- | --- | --- | --- | --- |
| 1    | Cooper-Climax | 11     | 2  | 9   |     |     |     |     |     |     |     |
| 2    | BRM           | 10     | 9  | 1   |     |     |     |     |     |     |     |
|      | Ferrari       | 10     | 4  | 6   |     |     |     |     |     |     |     |
| 4    | Lotus-Climax  | 6      | 6  | -   |     |     |     |     |     |     |     |
| 5    | Lola-Climax   | 3      | -  | 3   |     |     |     |     |     |     |     |
|      | Porsche       | 3      | 1  | 2   |     |     |     |     |     |     |     |

## À noter
- 3e victoire en championnat du monde pour Bruce McLaren.
- 14e victoire en championnat du monde pour Cooper en tant que constructeur.
- 19e victoire en championnat du monde pour Climax en tant que motoriste.